# Mustafa Hasanagić
Mustafa Hasanagić (srbskou cyrilicí Мустафа Хасанагић; 20. dubna 1941 Priboj – 12. listopadu 2023, Bělehrad) byl jugoslávský fotbalista, útočník srbské národnosti. Byl nejlepším střelcem jugoslávské ligy 1966/1967. Po skončení aktivní kariéry působil jako trenér.

## Fotbalová kariéra
V jugoslávské lize hrál za Partizan Bělehrad, se kterým získal dva mistrovské tituly. Nastoupil ve 105 ligových utkáních a dal 56 gólů. Dále hrál ve Švýcarsku ligu za Servette FC a FC La Chaux-de-Fonds. V Poháru mistrů evropských zemí nastoupil v 15 utkáních a dal 6 gólů a ve Veletržním poháru nastoupil v 5 utkáních a dal 6 gólů. Za reprezentaci Jugoslávie nastoupil v letech 1965–1967 v 5 utkáních. 

## Ligová bilance
| Ročník                           | Zápasy | Góly | Klub                 |
| -------------------------------- | ------ | ---- | -------------------- |
| Jugoslávská Prva liga 1962/1963  | 13     | 4    | Partizan Bělehrad    |
| Jugoslávská Prva liga 1963/1964  | 9      | 0    | Partizan Bělehrad    |
| Jugoslávská Prva liga 1964/1965  | 20     | 13   | Partizan Bělehrad    |
| Jugoslávská Prva liga 1965/1966  | 23     | 14   | Partizan Bělehrad    |
| Jugoslávská Prva liga 1966/1967  | 26     | 18   | Partizan Bělehrad    |
| Jugoslávská Prva liga 1967/1968  | 12     | 6    | Partizan Bělehrad    |
| Jugoslávská Prva liga 1968/1969  | 1      | 1    | Partizan Bělehrad    |
| Jugoslávská Prva liga 1969/1970  | 1      | 0    | Partizan Bělehrad    |
| Švýcarská Super League 1969/1970 | 10     | 11   | Servette FC          |
| Švýcarská Super League 1970/1971 | 24     | 5    | FC La Chaux-de-Fonds |
| CELKEM 1. jugoslávská liga       | 105    | 56   |                      |
| CELKEM Švýcarská Super League    | 34     | 16   |                      |